# Uncinocarpus reesii
Uncinocarpus reesii är en svampart som beskrevs av Sigler & G.F. Orr 1976. Uncinocarpus reesii ingår i släktet Uncinocarpus och familjen Onygenaceae.   Inga underarter finns listade i Catalogue of Life.